# Plebejus lucentina
Plebejus lucentina är en fjärilsart som beskrevs av De Lesse 1969. Plebejus lucentina ingår i släktet Plebejus och familjen juvelvingar. Inga underarter finns listade i Catalogue of Life.